# Кавовий експеримент Густава III

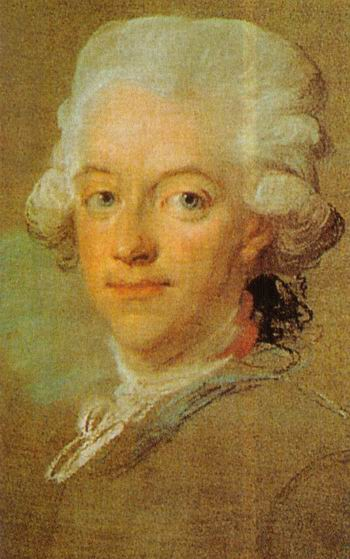
Шведський король Густав III, ініціатор експерименту

Ка́вовий експериме́нт Гу́става III — близнюкове дослідження, проведене за наказом шведського короля Густава III для вивчення впливу кави на здоров'я. Хоч справжність історії поставлена під сумнів, експеримент, що проводився у другій половині XVIII століття, не зміг довести, що кава є небезпечним напоєм. Жартома його називають першим шведським клінічним випробуванням.

## Передумови
Кава з'явилась у Швеції вперше близько 1674 року. Кофеїнові напої не були популярні у Скандинавії аж до початку XVIII століття, проте у 1700-х роках кава стала модною в аристократичних колах.
Це захоплення набуло такого розмаху, що у 1746 році було видано королівський указ проти «зловживань та надмірностей у вживанні кави та чаю». Вживання напоїв обкладалось високим податком, а ухиляння від його сплати приводило до великого штрафу з конфіскаціями чашок і тарілок. Пізніше в країні було заборонене будь-яке використання кави, проте як і сухий закон у США у 1920-х роках, заборона зумовила розквіт бурхливої контрабандної торгівлі. У 1766 році штрафи проти кави стали ще суворіші, проте потік бобів у країну продовжувався.
Король Густав III вважав каву повільною отрутою, що призводить до ранньої смерті і, щоб довести загрозу суспільному здоров'ю, вирішив провести медичний експеримент.

## Хід експерименту
Експеримент включав двох однояйцевих близнюків, які були засуджені за вбивство до смертної кари через повішення. Його замінили на довічне ув'язнення, проте перший мусив пити три горняти кави щодня, а інший — чай у такій самій кількості. Щоб підвищити довіру до своєї методології, Густав викликав двох лікарів, що наглядали за ходом експерименту та мусили повідомити про те, хто помре першим.
Ідея короля полягала в тому, щоб показати, що кава скорочує життя людини. Він був повністю переконаний, що ув'язнений, який п'є каву, скоро загине.
На жаль для Густава, обидва лікарі померли раніше, ніж змогли опублікувати свої висновки. Та й сам король був вбитий під час маскараду в стокгольмській опері 29 березня 1792 року.
Експеримент продовжувався поки ув'язнений, що пив чай, не помер у віці 83 років. Немає інформації про те, коли помер ув'язнений, що мусив пити каву.

## Наслідки
Результати королівського експерименту мало вплинули на соціальну політику держави. Після повернення до програми високого оподаткування, наступний монарх знову спробував відновити заборону кави в 1794 році.
Без особливого успіху вона продовжувалась аж до початку 1820-х років, після чого уряд прислухався до бажань людей. З тих пір споживання кави у Швеції стало одним з найвищих у світі, зараз населення споживає в середньому 11 кг кави на особу щороку.